# Andrew Fletcher (Musiker)

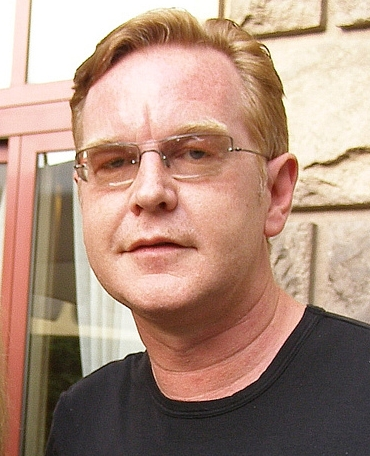
Andrew Fletcher (2006)

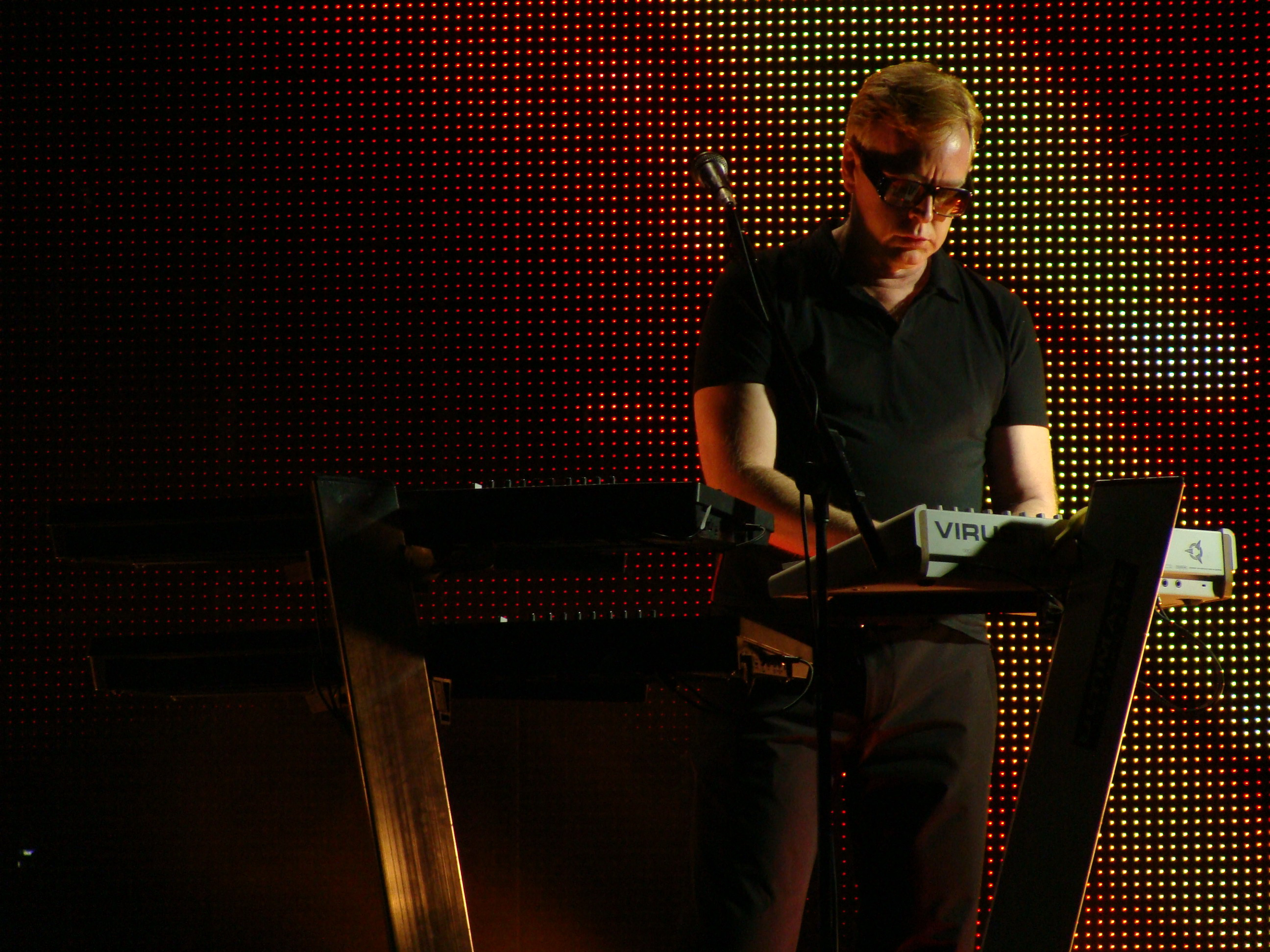
Andrew Fletcher mit Depeche Mode, 2009

Andrew John Leonard Fletcher, genannt „Fletch“, (* 8. Juli 1961 in Nottingham; † 26. Mai 2022 in Brighton) war ein britischer Musiker und Gründungsmitglied der Synthie-Pop-Band Depeche Mode.

## Leben
Er wuchs mit drei Geschwistern bei seinen Eltern Joy und John Fletcher in Basildon (Essex) auf. Erste Band-Erfahrungen sammelte er als E-Bass-Spieler zusammen mit seinem Schulfreund Vince Clarke in der Gruppe No Romance in China, die sich stilistisch an The Cure orientierte. 1979 wechselte er zum Synthesizer und gründete zusammen mit Clarke und Martin Gore die Band Composition of Sound. Nachdem Dave Gahan als Sänger zur Band gestoßen war, benannte sie sich in Depeche Mode um.
Fletcher übernahm in der Band eher organisatorische als kreative Aufgaben. Ihm wurde nachgesagt, dass er die Band in schwierigen Zeiten zusammengehalten hat und zum Beispiel zwischen Gore und Gahan einen Kompromiss erwirkte, als die sich darum stritten, wer wie viele Songs zum Album Playing the Angel beisteuern sollte. Allerdings kam es wegen Streitigkeiten zwischen ihm und Alan Wilder zu dessen Trennung von Depeche Mode. Wilder hatte bis dahin den Großteil der Arbeit im Studio übernommen.
Da Fletcher das einzige Mitglied der Band war, das nie einen Song schrieb, wurde er gelegentlich kritisiert, musikalisch nichts zur Band beizutragen. Nach dem Weggang von Wilder war Fletcher deutlich stärker in die Studioarbeit involviert. So spielte er beispielsweise den Bass für A Pain That I’m Used To und The Sinner in Me von Playing the Angel.
2002 gründete Fletcher sein eigenes Plattenlabel Toast Hawaii und vermarktete ab da die Band Client. Im Oktober 2006 verließ die Elektropop-Band das Label. Gelegentlich trat Fletcher als DJ auf.
1991 heiratete er Gráinne Mullan und bekam mit ihr zwei Kinder. Andrew Fletcher starb im Mai 2022 im Alter von 60 Jahren an den Folgen einer Aortendissektion.